# Sapporo Esta

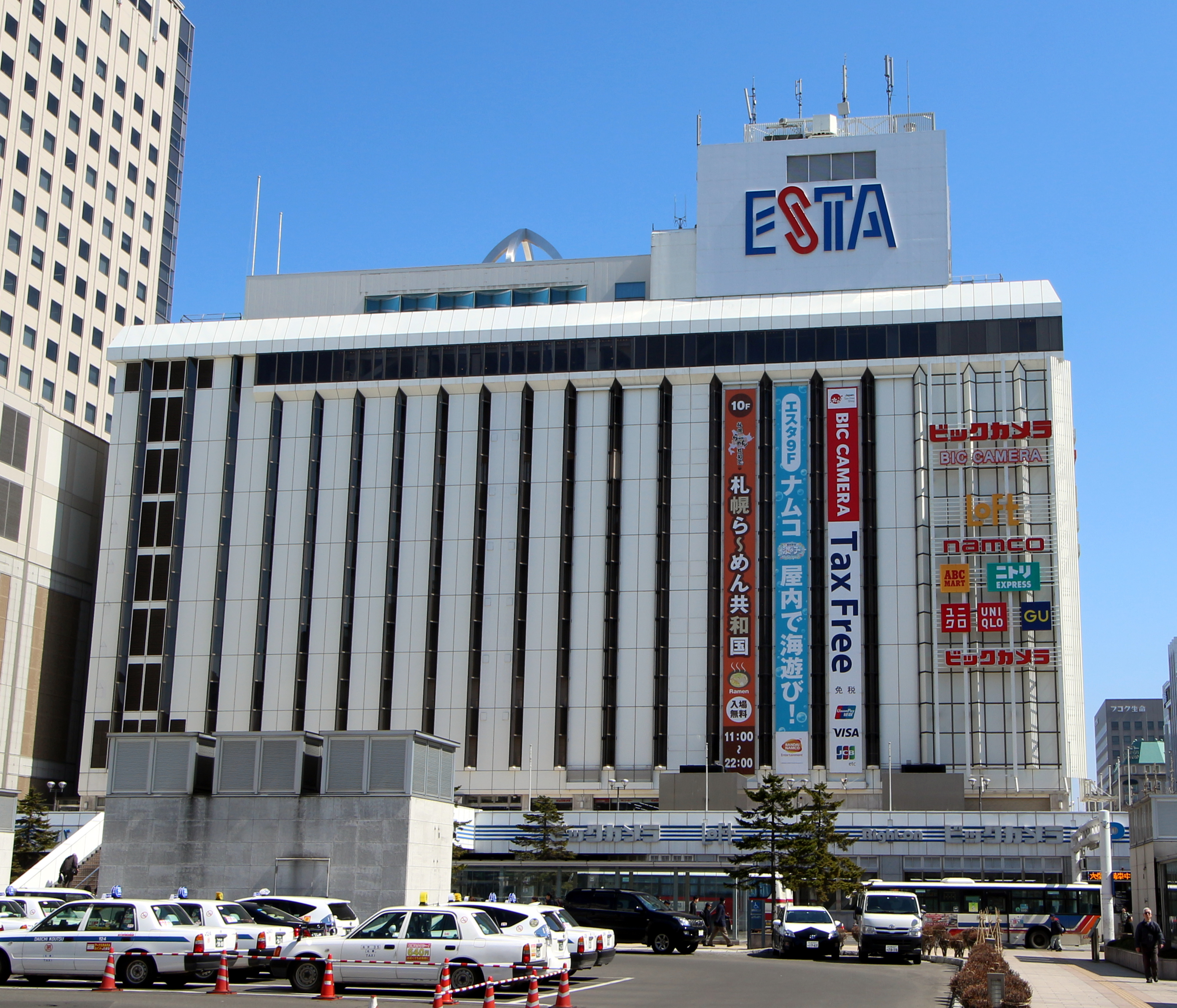
O Sapporo Esta.

O Sapporo Esta (em japonês: 札幌エスタ, Sapporo Esuta?) é um complexo de edifícios comerciais vizinho ao Sapporo JR Tower, localizado em Chuo-ku, na cidade de Sapporo, em Hokkaido, no Japão.

## Visão geral
O nome "Esta" é derivado da palavra estación (que significa duplamente "estação" como terminal e período climático do ano, no idioma espanhol). O prédio foi aberto como um supermercado, o Sapporo Sogo, em 1978. O Sogo foi fechado em 2000 e o prédio não mais foi usado, exceto no primeiro e no décimo andar. 
A Bic Camera, uma cadeia japonesa de lojas de produtos eletrônicos de consumo, abriu uma unidade de suas filiais na Sapporo em 2001, ocupando do primeiro ao sexto andar. Outras empresas, como a Uniqlo, também abriram filiais no prédio. Em 2004, foi aberta no décimo andar do edifício a Sapporo Rāmen Republic (em japonês: 共和国 ら ～ め ん 共和国, Sapporo Rāmen Kyōwakoku), um parque de diversões com base no tema do lámen. 
O complexo Sapporo Esta possui conexão com a Estação de Sapporo e também para a Estação de Metrô de Sapporo por uma passagem subterrânea, nas adjacências da Sapporo JR Tower, havendo ligação para um terminal de ônibus (com disponibilidade de várias rotas) e o JR Tower Hotel. 